# Chozeau
Chozeau ist eine französische Gemeinde mit 998 Einwohnern (Stand: 1. Januar 2022) im Département Isère in der Region Auvergne-Rhône-Alpes. Sie gehört zum Arrondissement La Tour-du-Pin und ist Teil des Kantons Charvieu-Chavagneux. Die Einwohner werden Chozoyards genannt.

## Geografie
Chozeau liegt etwa 34 Kilometer ostsüdöstlich von Lyon. Umgeben wird Chozeau von den Nachbargemeinden Villemoirieu im Norden und Nordosten, Veyssilieu im Osten und Südosten, Panossas im Süden sowie Chamagnieu im Westen und Südwesten.

## Bevölkerungsentwicklung
| Jahr                       | 1962 | 1968 | 1975 | 1982 | 1990 | 1999 | 2006 | 2013 |
| -------------------------- | ---- | ---- | ---- | ---- | ---- | ---- | ---- | ---- |
| Einwohner                  | 319  | 305  | 427  | 517  | 618  | 813  | 965  | 1065 |
| Quellen: Cassini und INSEE |      |      |      |      |      |      |      |      |

## Sehenswürdigkeiten
- Kirche Saint-Blaise
- Burg Poizieu, nach 1339 errichtet, seit 1979 Monument historique
- Wehrhaus von Boirieu aus dem 14. Jahrhundert

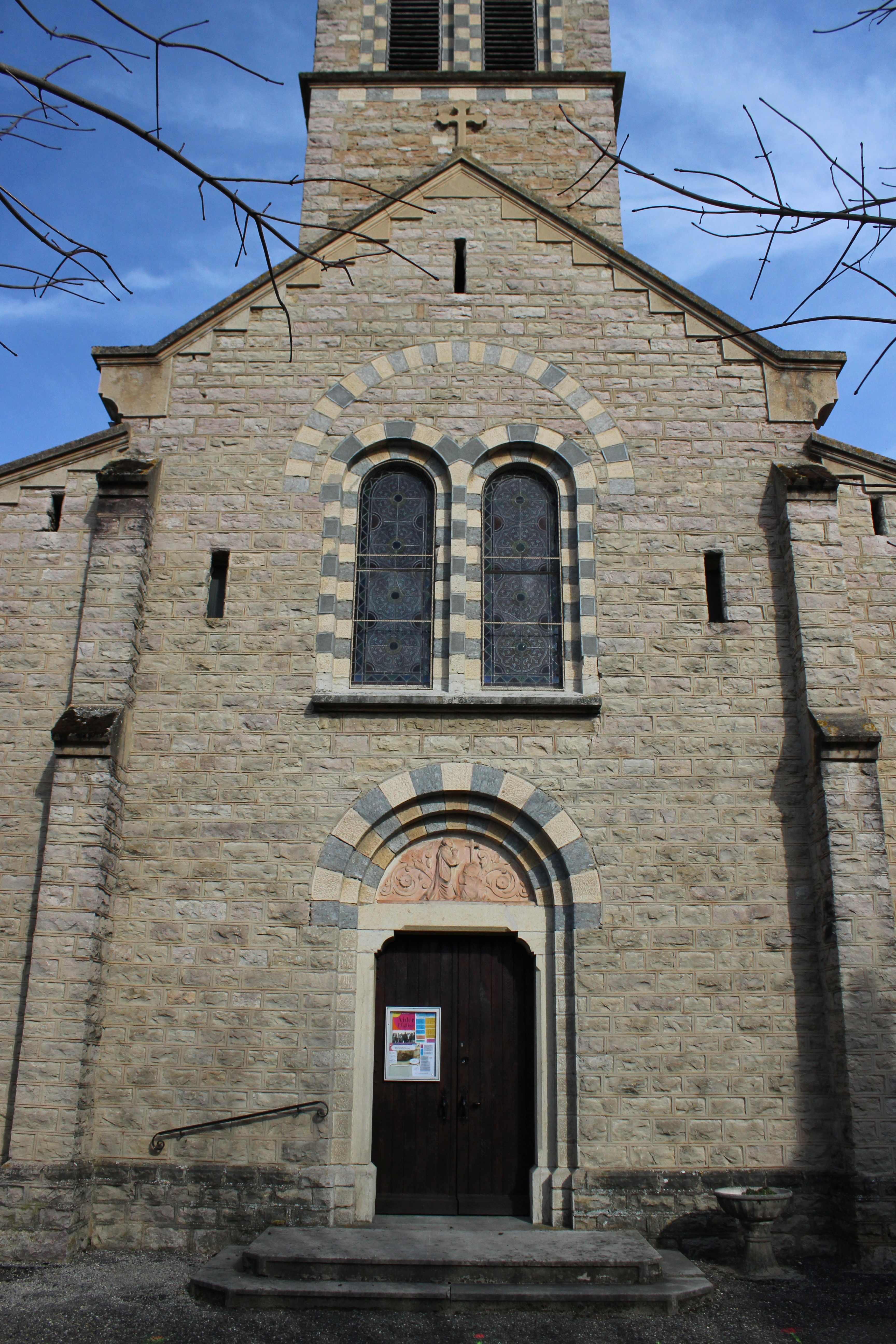
Kirche Saint-Blaise
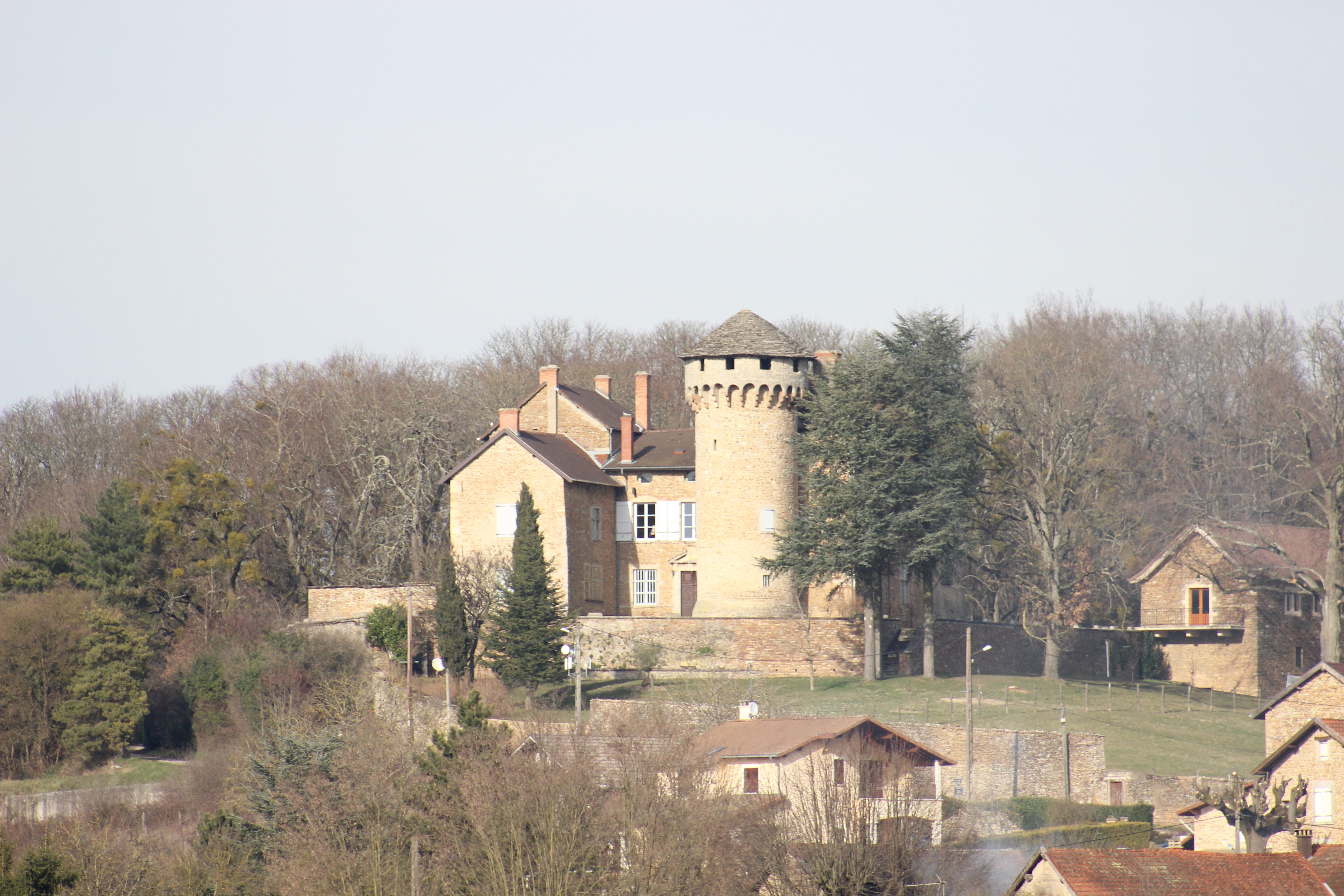
Burg Poizieu